# 李曙光 (企业家)
李曙光（1962年1月—），重庆人，中国企业家。毕业于西南财经大学工业经济管理专业，现任中共五粮液集团有限公司党委书记、五粮液集团有限公司董事长，中共五粮液股份有限公司党委书记。

## 个人经历
1962年1月出生于重庆。
1983年7月参加工作。
1992年11月加入中国共产党。
2017年3月23日，任五粮液集团有限公司党委书记、董事长，五粮液股份有限公司党委书记。2018年2月24日，当选为第十三届全国人大代表。